# Eleições estaduais na Paraíba em 1982
As eleições estaduais na Paraíba em 1982 ocorreram em 15 de novembro como parte das eleições em 23 estados brasileiros e nos territórios federais do Amapá e Roraima. Foram eleitos o governador Wilson Braga, o vice-governador José Carlos da Silva Júnior e o senador Marcondes Gadelha, além de 12 deputados federais e 36 estaduais na primeira eleição direta para o Palácio da Redenção desde a vitória de João Agripino em 1965. Foram observadas regras como: o voto vinculado, a sublegenda e a proibição de coligações partidárias. Ressalte-se que os paraibanos residentes no Distrito Federal escolheram seus representantes por força da Lei n.º 6.091 de 15 de agosto de 1974.
Advogado formado pela Universidade Federal da Paraíba, Wilson Braga nasceu em Conceição e começou sua vida pública como presidente da Casa do Estudante de João Pessoa e foi secretário de relações internacionais da União Nacional dos Estudantes. Eleito deputado estadual pela UDN em 1954, amargou uma suplência na eleição seguinte sendo reeleito via PSB em 1962. Com a advento do bipartidarismo pelo Regime Militar de 1964 filiou-se à ARENA e foi eleito deputado federal em 1966, 1970, 1974 e 1978. Após ingressar no PDS foi eleito governador da Paraíba com votação nominal recorde em 1982.
Para vice-governador foi eleito o empresário José Carlos da Silva Júnior. Natural de Campina Grande é formado em Contabilidade pelo Colégio Alfredo Dantas em sua cidade natal. Proprietário do Grupo São Braz, tem negócios no setor de transportes, no ramo imobiliário e possui duas concessionárias de veículos. Na seara midiática seus negócios aparecem sob a marca da Rede Paraíba de Comunicação. Conselheiro da Associação Comercial de Campina Grande e diretor da Bolsa de Mercadorias da Paraíba, presidiu o Sindicato do Milho, Torrefação de Café e Refinação do Sal do Estado da Paraíba e também a Associação Brasileira da Indústria do Café. Foi ainda vice-presidente Federação das Indústrias do Estado da Paraíba e membro suplente do Confederação Nacional da Indústria. Sua estreia política ocorreu sob a legenda do PDS em 1982.
Na eleição para senador o vitorioso foi o médico Marcondes Gadelha. Nascido em Sousa e formado em 1966 pela Universidade Federal de Pernambuco, ingressou no MDB e embora tenha sido o mais votado perdeu a disputa pela prefeitura de sua cidade natal em 1968 graças à soma das sublegendas da ARENA. Filho e herdeiro político de José Gadelha, elegeu-se deputado federal em 1970, 1974 e 1978. Com a reforma partidária havida no governo do presidente João Figueiredo seguiu rumo ao PMDB onde permaneceu até o ingresso de seu rival político, Antônio Mariz, egresso do Partido Popular. Diante de tal circunstância acertou sua filiação ao PDS e foi eleito senador em 1982.

## Resultado da eleição para governador
Segundo o Tribunal Regional Eleitoral da Paraíba houve 70.291 votos em branco (7,29%) e 22.042 votos nulos (2,29%) calculados sobre o comparecimento de 964.252 eleitores.
| Candidatos a governador do estado | Candidatos a vice-governador    | Número | Coligação            | Votação | Percentual |
| --------------------------------- | ------------------------------- | ------ | -------------------- | ------- | ---------- |
| Wilson Braga PDS                  | José Carlos da Silva Júnior PDS | 1      | PDS (sem coligação)  | 509.855 | 58,47%     |
| Antônio Mariz PMDB                | Mário Silveira PMDB             | 5      | PMDB (sem coligação) | 358.146 | 41,08%     |
| Francisco Derly Pereira PT        | José Olímpio de Araújo PT       | 3      | PT (sem coligação)   | 3.918   | 0,45%      |
| Fontes:                           |                                 |        |                      |         |            |

## Resultado da eleição para senador
Segundo o Tribunal Regional Eleitoral da Paraíba houve 78.951 votos em branco (8,19%) e 29.165 votos nulos (3,02%), calculados sobre o comparecimento de 964.252 eleitores.
| Candidatos a senador da República | Candidatos a suplente de senador              | Número | Coligação            | Votação | Percentual |
| --------------------------------- | --------------------------------------------- | ------ | -------------------- | ------- | ---------- |
| Marcondes Gadelha PDS             | PDS                                           | 12     | PDS (em sublegenda)  | 321.917 | 37,60%     |
| Pedro Gondim PMDB                 | - PMDB -                                      | 51     | PMDB (em sublegenda) | 257.429 | 30,07%     |
| Amir Gaudêncio PDS                | PDS                                           | 11     | PDS (em sublegenda)  | 132.231 | 15,44%     |
| Ney Suassuna PMDB                 | - PMDB -                                      | 52     | PMDB (em sublegenda) | 78.722  | 9,19%      |
| Olavo Nóbrega de Sousa PDS        | PDS                                           | 10     | PDS (em sublegenda)  | 55.548  | 6,49%      |
| Djacir Cavalcanti Arruda PMDB     | - PMDB -                                      | 53     | PMDB (em sublegenda) | 6.559   | 0,77%      |
| Idalmo da Silva PT                | Vanderlei Amado PT Elísia Bezerra Mineiros PT | 32     | PT (sem coligação)   | 3.730   | 0,44%      |
| Fontes:                           |                                               |        |                      |         |            |

## Deputados federais eleitos
São relacionados os candidatos eleitos com informações complementares da Câmara dos Deputados.

Representação eleita
  PDS: 7
  PMDB: 5

| Deputados federais eleitos | Partido | Votação | Percentual | Cidade onde nasceu | Unidade federativa  |
| Tarcísio Burity            | PDS     | 173 107 |            | João Pessoa        | Paraíba             |
| João Agripino              | PMDB    | 85 982  |            | Brejo do Cruz      | Paraíba             |
| Joacil Pereira             | PDS     | 70 262  |            | Caicó              | Rio Grande do Norte |
| Ernâni Sátiro              | PDS     | 51 435  |            | Patos              | Paraíba             |
| Adauto Pereira             | PDS     | 47 600  |            | Pombal             | Paraíba             |
| Edme Tavares               | PDS     | 46 305  |            | Cajazeiras         | Paraíba             |
| Carneiro Arnaud            | PMDB    | 45 854  |            | Pombal             | Paraíba             |
| José Maranhão              | PMDB    | 41 819  |            | Araruna            | Paraíba             |
| Raimundo Asfora            | PMDB    | 40 495  |            | Fortaleza          | Ceará               |
| Antônio Gomes              | PDS     | 36 420  |            | Umbuzeiro          | Paraíba             |
| Aluizio Campos             | PMDB    | 35 549  |            | Campina Grande     | Paraíba             |
| Álvaro Gaudêncio           | PDS     | 35 472  |            | São João do Cariri | Paraíba             |
| Fontes:                    |         |         |            |                    |                     |

## Deputados estaduais eleitos
Na disputa pelas trinta e seis vagas da Assembleia Legislativa da Paraíba, o PDS conquistou vinte e quatro vagas e o PMDB doze.

Representação eleita
  PDS: 24
  PMDB: 12

| Deputados estaduais eleitos | Partido | Votação | Percentual | Cidade onde nasceu   | Unidade federativa  |
| Afrânio Bezerra             | PDS     | 41.609  | 5.08%      | João Pessoa          | Paraíba             |
| Marcus Odilon               | PMDB    | 28.189  | 3,44%      | Santa Rita           | Paraíba             |
| José Lacerda Neto           | PDS     | 26.614  | 3,25%      | São José de Piranhas | Paraíba             |
| Evaldo Gonçalves            | PDS     | 25.085  | 3,06%      | São João do Cariri   | Paraíba             |
| José Soares Madruga         | PDS     | 24.088  | 2,94%      | Itaporanga           | Paraíba             |
| Vani Braga                  | PDS     | 21.177  | 2,58%      | Conceição            | Paraíba             |
| José Luiz Júnior            | PMDB    | 21.075  | 2,57%      | Bezerros             | Pernambuco          |
| Assis Camelo                | PDS     | 20.894  | 2,55%      | Bayeux               | Paraíba             |
| Fernando Milanez            | PDS     | 20.132  | 2,46%      | João Pessoa          | Paraíba             |
| Múcio Sátyro                | PDS     | 19.435  | 2,37%      | Patos                | Paraíba             |
| Roberto Paulino             | PMDB    | 18.359  | 2,24%      | Guarabira            | Paraíba             |
| Egídio Madruga              | PDS     | 17.704  | 2,16%      | Pedras de Fogo       | Paraíba             |
| Waldir Bezerra              | PMDB    | 17.582  | 2,15%      | Campina Grande       | Paraíba             |
| João Ribeiro                | PDS     | 17.105  | 2,09%      | Santa Rita           | Paraíba             |
| Aloysio Pereira Lima        | PDS     | 16.786  | 2,05%      | Lagoa Seca           | Paraíba             |
| Aércio Pereira              | PDS     | 16.619  | 2,03%      | Pombal               | Paraíba             |
| Nilo Feitosa                | PDS     | 16.129  | 1,97%      | Monteiro             | Paraíba             |
| Carlos Dunga                | PDS     | 16.047  | 1,96%      | Pombal               | Paraíba             |
| Raimundo Doca Gadelha       | PDS     | 15.491  | 1,89%      | Solânea              | Paraíba             |
| José Fernandes de Lima      | PMDB    | 15.020  | 1,83%      | Mamanguape           | Paraíba             |
| Jório Machado               | PMDB    | 14.780  | 1,80%      | Itaporanga           | Paraíba             |
| Manoel Gaudêncio            | PDS     | 14.388  | 1,76%      | Campina Grande       | Paraíba             |
| Carlos Pessoa Filho         | PDS     | 14.285  | 1,74%      | Aroeiras             | Paraíba             |
| Chico Vieira                | PDS     | 14.243  | 1,74%      | Lagoa                | Paraíba             |
| Edivaldo Motta              | PMDB    | 13.926  | 1,70%      | Patos                | Paraíba             |
| Américo Maia                | PMDB    | 13.705  | 1,67%      | Catolé do Rocha      | Paraíba             |
| Clarence Pires              | PMDB    | 13.540  | 1,65%      | Sousa                | Paraíba             |
| Efraim Morais               | PDS     | 13.512  | 1,65%      | Santa Luzia          | Paraíba             |
| Ramalho Leite               | PMDB    | 13.285  | 1,62%      | Bananeiras           | Paraíba             |
| Judivan Cabral              | PDS     | 13.232  | 1,61%      | Aguiar               | Paraíba             |
| Orlando Almeida             | PMDB    | 13.062  | 1,59%      | Campina Grande       | Paraíba             |
| Francisco Evangelista       | PDS     | 13.058  | 1,59%      | Alexandria           | Rio Grande do Norte |
| Quirino de Moura            | PDS     | 12.890  | 1,57%      | Santa Helena         | Paraíba             |
| Atêncio Wanderley           | PMDB    | 12.255  | 1,50%      | Paulista             | Paraíba             |
| José Alves de Lira          | PMDB    | 12.252  | 1,49%      | Teixeira             | Paraíba             |
| João Fernandes              | PMDB    | 12.027  | 1,74%      | Boqueirão            | Paraíba             |
| Fontes:                     |         |         |            |                      |                     |

## Eleições municipais
Foram eleitos também prefeitos, vice-prefeitos e vereadores em todo o estado, exceto por João Pessoa onde o Ato Institucional Número Três permitia apenas eleições para vereador.